# Альфа Щита
α Щита (лат. α Scuti) — переменная звезда в созвездии Щита на расстоянии приблизительно 174 световых лет от нас.

Родовой герб Яна Собеского «Янина»

Звезда имеет собственное имя Янина. Имя происходит от названия герба Яна III Собеского, которому Ян Гевелий посвятил созвездие Щит, когда впервые предложил его в 1690 году в небесном атласе «Уранография».

## Характеристики
α Щита —  оранжевый гигант спектрального класса К. Масса звезды — 1,33 солнечной, радиус — 20 солнечных. Эффективная температура поверхности звезды — около 4263 кельвина.